# Sverigefinska Pensionärer
Sverigefinska Pensionärer (SFP) är en ideell förening grundad 1990. SFP är en av två autonoma föreningar inom Sverigefinska riksförbundet (SFRF). Föreningen riktar sig till sverigefinska pensionärer och "arbetar för att förbättra pensionärernas ställning, för att utveckla finskspråkig äldreomsorg, hälso- och sjukvård och andra tjänster". SFP är medlem i regeringens pensionärskommitté och Socialstyrelsens äldreråd. Vidare fungerar de som remissinstans.
Åtminstone åren 2017–2022 har de mottagit ekonomiskt stöd från Region Stockholm. De har också mottagit statsbidrag genom Socialstyrelsen åtminstone 2019.